# Cephalotes persimilis
Cephalotes persimilis é uma espécie de inseto do gênero Cephalotes, pertencente à família Formicidae.